# Mina Clavero
Mina Clavero är en ort i Argentina.   Den ligger i provinsen Córdoba, i den centrala delen av landet, 700 km nordväst om huvudstaden Buenos Aires. Mina Clavero ligger 895 meter över havet och antalet invånare är 6 855.
Terrängen runt Mina Clavero är kuperad åt nordost, men åt sydväst är den platt. Runt Mina Clavero är det glesbefolkat, med 11 invånare per kvadratkilometer.. Mina Clavero är det största samhället i trakten.
Trakten runt Mina Clavero består i huvudsak av gräsmarker.